# Mimostedes mirei
Mimostedes mirei är en skalbaggsart som beskrevs av Stefan von Breuning 1977. Mimostedes mirei ingår i släktet Mimostedes och familjen långhorningar. Inga underarter finns listade i Catalogue of Life.